# دوري كرة القدم الإنجليزي 1958–59
دوري كرة القدم الإنجليزي 1958–59 (بالألمانية: Football League First Division 1958/59) هو موسم من دوري كرة القدم الإنجليزي. أقيم خلال الفترة 23 أغسطس 1958 وحتى 4 مايو 1959، وفاز فيه وولفرهامبتون واندررز.